# محمد المجموعي
محمد المجموعي البصري(2) عالم دين من أهل البصرة بالعراق، ذُكرَ أن معتقده كان على مذهب السلف، مناصراً لتوحيد الإله، قال والتر فان بيك "قيل كان المجموعي معلماً خاصاً في بيت القاضي المحلّي حسين"، ومحمد المجموعي من أساتذة الشيخ محمد بن عبد الوهاب التميمي النجدي،(4) إذ كانت البصرة بجنوب العراق مركزاً حضرياً يقصده الناس من بلدان شتى، ومنهم الوافدون من إقليم نجد، فأتى محمد بن عبد الوهاب إلى البصرة بالعراق، سنة 1724 الميلادية،
فتلقى اللغة العربية والحديث النبوي والعقيدة من محمد المجموعي، ووجدَ محمد بن عبد الوهاب في رحلته إلى الحرمين الشريفين والبصرة غيرَ ما وجدَهُ في نجد حيث إن دروس علمائها لا تتجاوز فقه مذهب الإمام أحمد وهكذا قرأ في التفسير والحديث وشروحه وعلوم العربية وغيرها حتى أدرك في ذلك كل. قال عبد الله الصالح العثيمين "وتذكر المصادر أنه درسَ الفقه والحديث على عدد من أساتذتها ولكنها لا تعطي من أسماء هؤلاء إلا اسماً واحداً وهو الشيخ محمد المجموعي"، ووجد المجموعي في محمد بن عبد الوهاب همة واجتهادا فاستحسنه، وأخذ محمد بن عبد الوهاب يدعو إلى توحيد الله ونبذ الإشراك وهجر البدع فاستحسنَ ذلك شيخُه محمد المجموعي، وأذن لأولاده أن يدرسوا مع محمد بن عبد الوهاب،  وذكرَ محمد بن عبد الوهاب وصفاً فقال "كان أناس من مشركي البصرة يأتون إليَّ بشبهات يلقونها عليّ، فأقول وهم قعودٌ لديَّ: لا تصلح العبادة كلها إلا الله؛ ويبهت كل منهم فلا ينطق فاه". فسبب ذلك إخراجه من البصرة، قال حسين خلف خزعل في كتابه (حياة الشيخ محمد بن عبد الوهاب) إن محمداً بن عبد الوهاب "لم يُعرّف نفسه لأحد ولم يظهر إلا بمظهر طالب علم بسيط وصار يثابر على الدرس بجد ونشاط إلى أن عرَفه بعضٌ من تجار نجد فأرادوا التقرب إليه فلم يُعرهم انتباهاً واهتماماً فأخذ أولئك التجار يحدّثون الناس عن مدى علمه ومقدار فضله وفي الوقت نفسه ذكروا لهم ما كان يدعو إليه الشيخ محمد في نجد من نبذ البدع وترك المنكرات وحذروا أهالي البصرة من دعوته فرفع أهالي البصرة امره الى مُتسلّم البصرة" وقال خزعل "فالتفّ حول الشيخ جمٌّ غفير من أشراف وأعيان وعلماء البصرة، منهم الشيخ أنس بن درويش والشيخ شهاب الدين الموصلي قاضي البصرة وصارت الناس تزدحم لسماع دروس الشيخ محمد وحضور مباحثه حتى كان ينصب له كرسياً عندما يريد التحدث ويحدق به الناس المستمعون من كل جانب وكان الشيخ محمد المجموعي وأولاده لا يفارقون المحاضرات والدروس التي يلقيها وكانوا يستفيدون منها فائدة جمّة". قال أبو الثناء الآلوسيُّ المفسّرُ إن "الشيخ محمد بن عبد الوهاب أنكر استغاثة الناس بالنبي صلى الله عليه وسلم عند قبره ثم رحلَ إلى نجد ثم إلى البصرة يريد الشام، فلمّا وردَ البصرة أقام فيها مدة وأخذ على العالم الشيخ محمد المجموعي من أعلى المجموعة، محلّةٍ من محاليل البصرة، فأنكر أيضاً أشياء كثيرة على أهل البصرة فأحسّ الناس به فآذوه وأخرجوه وقت الهجير، ولحق بعضُ الأذى بالشيخ محمد المجموعي أيضاً لمؤاتاته للشيخ محمد"(3)،

## أسرته
ينتسب المجموعي إلى محلّة المجموعة(1) بمنطقة المشراق بالبصرة، قال المؤرخ عثمان بن بشر في كتابه عنوان المجد في تاريخ نجد "وأخبرني شيخنا القاضي عثمان بن منصور الناصري قال: أخبرني رجلٌ من مجموعة البصرة بأن أولاد ذلك العالم الذي قرأ عليه الشيخ محمد هم أحسن أهل بلدهم بالصلاح ومعرفة التوحيد وهذا - والله أعلم - ببركة اجتماع الشيخ بوالدهم، ومن أحفاد محمد المجموعي الشيخ محمود بن الشيخ عبد الكريم بن عثمان بن عبد الرزاق بن محمد المجموعي. من أهل الزبير، إمام مسجد الزبير بن العوام سنة 1927.

## الهوامش
- «1»:المجموعة محلّة كبيرة قديمة مندرسة كانت ذات نشاط تجاري وسكاني ملاصقة لمحلة المشراق، اندرست محلة المجموعة بعد أن اندرسَ نهر حسن الذي كان يجري فيها.[26]
- «2»:ذُكر في كتاب (أعظم القادة الدينيين بالعالم) أن مولد المجموعي 1703 ووفاته 1791.[27]
- «3»:ذكر أوليفر ليمان في كتابه (القرآن:موسوعة) أن المجموعي هو وابن عبد الوهاب أُخرج كلاهما من البصرة.[28]
- «4»: ذكر ابنُ بشر المؤرّخُ  ثلاثةَ أساتذة لمحمد بن عبد الوهاب، منهم محمد المجموعي بالبصرة، قال الباحث كول بونزيل في كتابه (الوهابية)"أما محمد المجموعي فلا ذِكرَ له في مصدرٍ آخر، ولعلّه شخص وهمي وإن وُجدتْ منطقة حقيقية اسمها المجموعة بالبصرة".[29]